# Camponotus horni
La especie de hormiga Camponotus horni se clasifica dentro del género Camponotus y la familia Formicidae. Fue descrita científicamente por Clark en 1930.